# Františka Zelenková
Františka Zelenková (rozená Hoffmannová) (4. října 1901 Praha – 24. října 1942 popravena v KT Mauthausen) byla manželkou vysokého sokolského funkcionáře a odbojáře Jana Zelenky-Hajského. Spolu s manželem a jediným synem Janem Milíčem Zelenkou patřila rodina Zelenkových ke klíčovým podporovatelům parašutistů výsadku Anthropoid.

## Život

### Rodinný původ a zázemí
Františka Hoffmannová se narodila 4. října 1901 v Tejnici číslo popisné 81, okres Praha–Smíchov do katolické rodiny. Jejím otcem byl velkoobchodník Antonín Hoffmann, její matkou byla Marie Hoffmannová (rozená Hamplíková) z Malého Břevnova číslo popisné 2. Rodiče Františky bydleli v pražském Břevnově číslo popisné 240. Františka nebyla jedináček: měla bratra Antonína Hoffmanna a sestru Marii Hoffmannovou (provdanou Palátovou). Marie Palátová byla manželkou dr. Paláta, který zastával funkci ministerského rady a náměstka protektorátního ministra vnitra Richarda Bienerta.

### Svatba a syn
Na plese v libockém Lidovém domě se seznámila s o šest let starším učitelem na obecné škole v pražské Liboci Janem Zelenkou-Hajským a dne 26. října 1922 v kostele svaté Markéty v Břevnově se za něj (i přes výhrady svých rodičů) provdala. Novomanželé nejprve bydleli u rodičů Františky v Bělohorské ulici číslo popisné 240. Deset měsíců po svatbě se jim narodil potomek – Jan Radovan Milíč Zelenka.

### Rodina se stěhuje

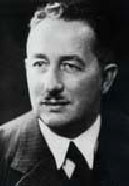
JUDr. Josef Kalfus

#### Z Prahy na Mostecko
Ke svému švagrovi Stanislavovi do Bezděkova se Františka Zelenková se synkem Janem Milíčem nakrátko odstěhovala 6. prosince 1925, neboť ten den odjel Jan Zelenka Hajský z Prahy učit do pohraničí (do školy v Brandově) a ve svém volném čase organizoval na Mostecku stavbu české školy v Dolním Háji u Duchcova. Po dokončení stavby školy v ní začal vyučovat a přestěhoval sem svojí manželku Františku i synka Jana Milíče.

#### Z Mostecka do provizoria v Praze
Po podpisu Mnichovské dohody (30. září 1938) opustili Zelenkovi Sudety. JUDr. Josef Kalfus nechal Zelenkovy bydlet týden ve svém domě. Pak se Františka dočasně přestěhovala ke svým rodičům, dospívající Milíč bydlel prozatímně v Libni u Václava Zelenky (bratr Jana Zelenky-Hajského) a samotný Jan Zelenka-Hajský využil pohostinnosti sokolské organizace a přebýval v Tyršově domě v Praze.

#### V Biskupcově ulici
Teprve 9. ledna 1939 se celá rodina Zelenkových (díky aktivitě JUDr. Josefa Kalfuse, který Zelenkovým zajistil byt) opět sestěhovala do jednoho bytu v Praze XI. na Žižkově v činžovním domě v Biskupcově ulici číslo 4 v prvním patře.

### Sokolská organizace
Asi dva roky po nastolení Protektorátu Čechy a Morava (po 15. březnu 1939) nechal říšský protektor Konstantin von Neurath pozastavit od 12. dubna 1941 činnost Sokola. Po nástupu Reinharda Heydricha do funkce zastupujícího říšského protektora (28. září 1941) pak došlo 11. října 1941 k rozpuštění této tělovýchovné organizace, čemuž předcházela tzv. Akce Sokol (ze 7. října na 8. října 1941), jejímž výsledkem bylo zatčení 1 500 významnějších funkcionářů Sokola a jejich deportace do nacistických koncentračních táborů.

### Ilegální činnost Jana Zelenky-Hajského
Jan Zelenka-Hajský úzce spolupracoval s parašutisty, kteří připravovali a provedli atentát na Reinharda Heydricha, a kromě jiného se podílel na vyhledávání úkrytů pro ně. A byl to právě Jan Zelenka-Hajský, kdo dodal atentátníkům i důležité informace o Heydrichově zvycích (kdy, kudy a kam jezdí). (Zelenkův bývalý žák František Šafařík pracoval na Pražském hradě a dodával Zelenkovi klíčové informace.) Františka Zelenková a Jan Milíč Zelenka poskytovali parašutistům ubytování a Jan Milíč vykonával funkci kurýrní spojky.

### Razie v bytě Zelenkových

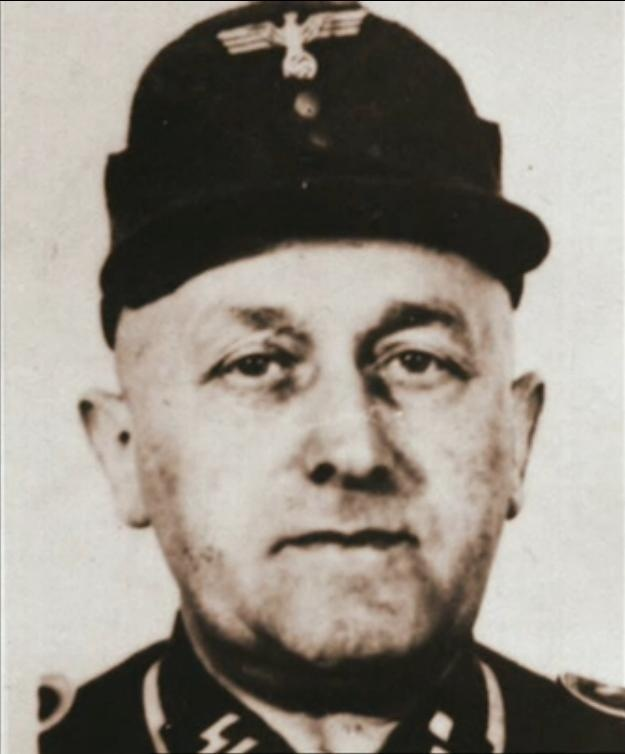
Oskar Fleischer – velitel zásahu v bytě Zelenkových

Po atentátu na Heydricha (27. května 1942), následné zradě Karla Čurdy (16. června 1942) a den před rozhodujícím bojem parašutistů v pravoslavném chrámu svatého Cyrila a Metoděje na Novém Městě pražském (18. června 1942) provedlo gestapo kolem poledne 17. června 1942 razii v bytě Zelenkových.
Přepadové komando gestapa přijelo směrem od Petschkova paláce do Biskupcovy ulice číslo popisné 1837/4 v několika autech a jeho příslušníci vběhli do prvního patra, kde bydlel řídící učitel Jan Zelenka. Zatýkání řídil kriminální inspektor III. oddělení, referátu III A pražského gestapa Oskar Fleischer, který byl pro svoji krutost přezdíván „Řezník“ Podrobnosti průběhu zásahu sdělil vyšetřovatelům po druhé světové válce při výslechu v zajišťovací vazbě český úředník gestapa a tlumočník Josef Chalupský.
Oskar Fleischer s Herschelmannem přišli ke dveřím, kde zazvonili. Kdosi odsunul záklopku kukátka. „Polizei! Aufmachen!“ Oskar Fleischer kopl do dveří, které vyrazil, a v tom okamžiku již Herschelmann po někom vystřelil. Stín muže proběhl dlouhou předsíní do ložnice, další německý výstřel zaburácel a kulka vyletěla oknem ložnice na protější dům. V ložnici přiklaply dveře. Vedly vlevo do koupelny, kde se Zelenka stačil uzamknout a rychle spolknout jed. Herschelmann začal do dveří koupelny zběsile střílet. V kuchyni bytu stojí paní Zelenková. Zvnitřku koupelny zaznělo: „Nicht schiessen, meine Herren, ich komme raus!“ Dveře se otevřely. Zelenka, jemuž ze střelné rány na ruce kapala krev, vyšel z koupelny se slovy: „Hier bin ich“ ... Herschelmann po Zelenkovi skočil. Ten s krvácející ránou na ruce a s pěnou u úst klesl k zemi. Brzy na to skonal.
Josef Chalupský, O průběhu přepadení bytu Zelenkových v Biskupcově ulici dne 17. června 1942, 
Přivolaný lékař MUDr. Ladislav Dopita, který bydlel nedaleko Zelenkových ve druhém patře činžovního domu v Biskupcově ulici 1713/25, konstatoval již pouze smrt.
Ordinaci a zároveň byt jsem měl v Biskupcově ulici čp. 1713/25. Úředníci Gestapa poslali pro mne paní Zelenkovou, že manžel je v bezvědomí. Přiběhla sama. Zarazilo mě, že je tak klidná a vyrovnaná. Došli jsme spolu pěšky do jejich nedalekého bytu, kde byli gestapáci. Jan Zelenka ležel na otomanu. Při vyšetřování měl puls hmatný, ale reflexy žádné. Když gestapáci odešli do vedlejší místnosti, podala mně paní Zelenková tabletu velikosti aspirinu s vytlačeným křížem. Řekla: „Udělejte s tím něco, pane doktore!“ Situace mi byla jasná, řekl jsem jí něco v tom smyslu, že by měla přemýšlet, nemá-li to spolknout také. Vtom se vrátili gestapáci, vzali mi tabletu z rukou, chtěli vědět, co to je. Řekl jsem: „Mohu vám jen říci, co to není.“ Zkusil jsem tabletu jazykem. V okamžiku mi začala trnout ústa. Po zjištění Zelenkovy smrti mne propustili.
MUDr. Ladislav Dopita v 80. letech 20. století, O okolnostech úmrtí Jana Zelenky-Hajského 17. června 1942, 
Razie gestapa namířená proti podporovatelům parašutistů výsadku Anthropoid (a dalších paravýsadků) uskutečněná dne 17. června 1942 měla v Praze více dílčích akcí. Již v noci na 17. června 1942 (po čtvrté hodině ranní) vtrhlo gestapo do bytu k Moravcovým (Biskupcova 1745/7 v Praze na Žižkově), kde zatklo Aloise Moravce (25. ledna 1887 – popraven 24. října 1942 v KT Mauthausen) a jeho syna Vlastimila (Aťu) Moravce (17. března 1921 – popraven 24. října 1942 v KT Mauthausen). Během zatýkání se jeho matka a Aloisova manželka Marie Moravcová stačila otrávit ampulkou cyankáli. Toho dne (17. června 1942) byli v pražských Nuslích zatčeni i další podporovatelé parašutistů – manželé Jindřich Bautz (30. ledna 1891 – popraven 24. října 1942 v KT Mauthausen) a Josefa Bautzová (rozená Vlásková, 6. ledna 1892 – popravena 24. října 1942 KT Mauthausen), u kterých se rotný Karel Čurda nějaký čas ukrýval.
Večer dne 17. června 1942 již bylo (na základě zostřených výslechů zadržených osob v Petschkově paláci) pozatýkáno více než 80 osob z řad podporovatelů parašutistů V dalších dnech byly byty Moravcových a Zelenkových v Biskupcově ulici hlídány protektorátní policií, která při vstupu do bytu Jana Zelenky zadržela 18. června 1942 Annu Šrámkovou (rozená Dolejšková, 25. prosince 1902 – 24. října 1942 KT Mauthausen).

### Zatčení, výslechy, věznění, ...

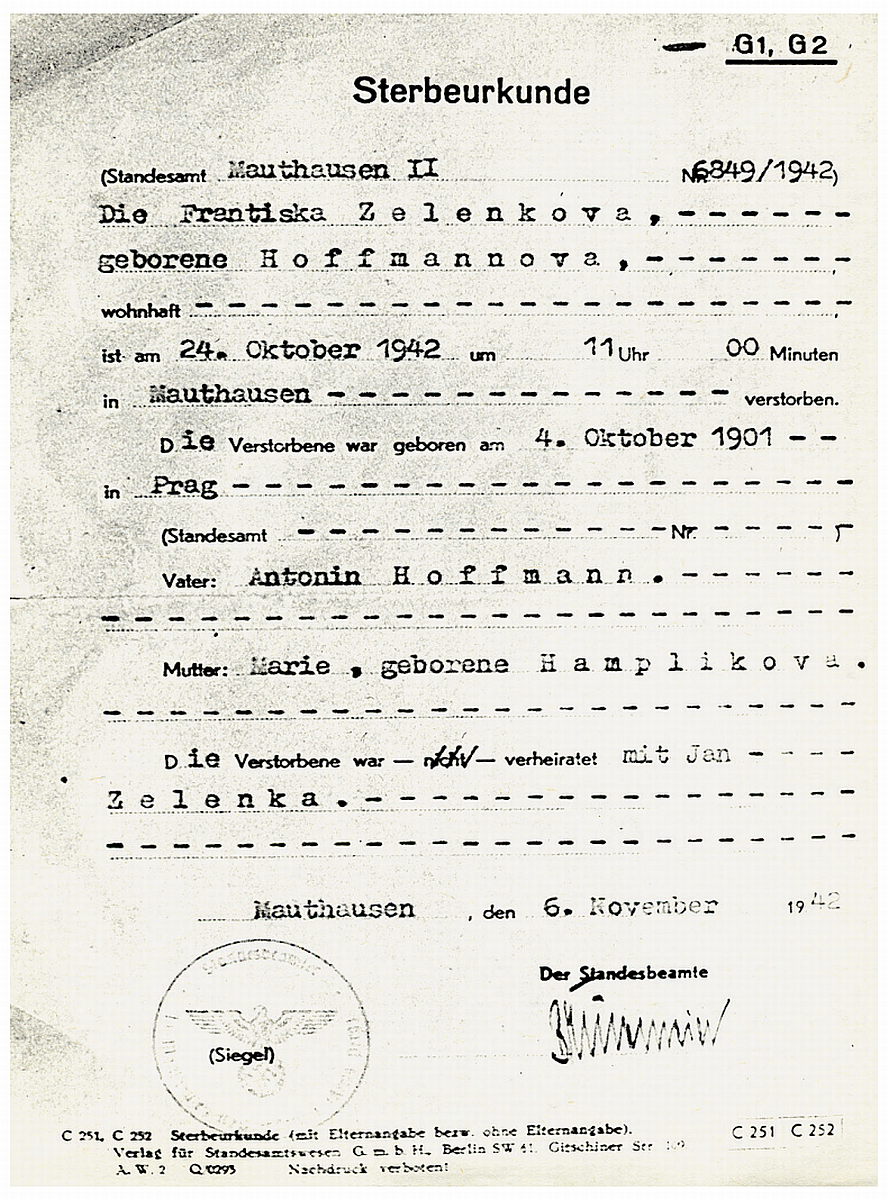
Oznámení o úmrtí Františky Zelenkové v KT Mauthausen

Celé zatýkací akci byla přítomna Františka Zelenková, ale sebevraždu jedem nebyla schopna vykonat. Byla zatčena, vyslýchána a vězněna. Psychický šok z prožité události u ní vyvolal záchvat, byla v traumatickém šoku a zmatená. Při výsleších neposkytla gestapu žádné užitečné informace.
Z pražské věznice Pankrác byla 27. srpna 1942 převezena do věznice gestapa v Malé pevnosti Terezín odkud byla transportována dne 22. října 1942 do KT Mauthausen. Františka Zelenková byla zavražděna střelou do týla v koncentračním táboře Mauthausen v 11.00 hodin v sobotu 24. října 1942 ve skupině 262 československých vlastenců, kteří byli ten den (v čase od 8.30 do 17.42 hodin) zbaveni života stejným způsobem. Exekuce se konala v odstřelovacím koutě (německy: Genickschussecke) přikrytém černou látkou a maskovaném jako osobní výškoměr, který se nacházel v mauthusenském bunkru. Úmrtní list Františky Zelenkové byl předán její sestře Marii Hoffmannové (provdané Palátové) začátkem roku 1943 poté, co byla předvolána na protektorátní policii.

## Připomínka
Její jméno je uvedeno na pamětní desce na domě, kde Zelenkovi bydleli, v ulici Biskupcova 1837/4, v Praze 3 na Žižkově.
Její jméno (Zelenková Františka roz. Hoffmannová *4.10.1901) je uvedeno na pomníku při pravoslavném chrámu svatého Cyrila a Metoděje (adresa: Praha 2, Resslova 9a). Pomník byl odhalen 26. ledna 2011 a je součástí Národního památníku obětí heydrichiády.

## Galerie

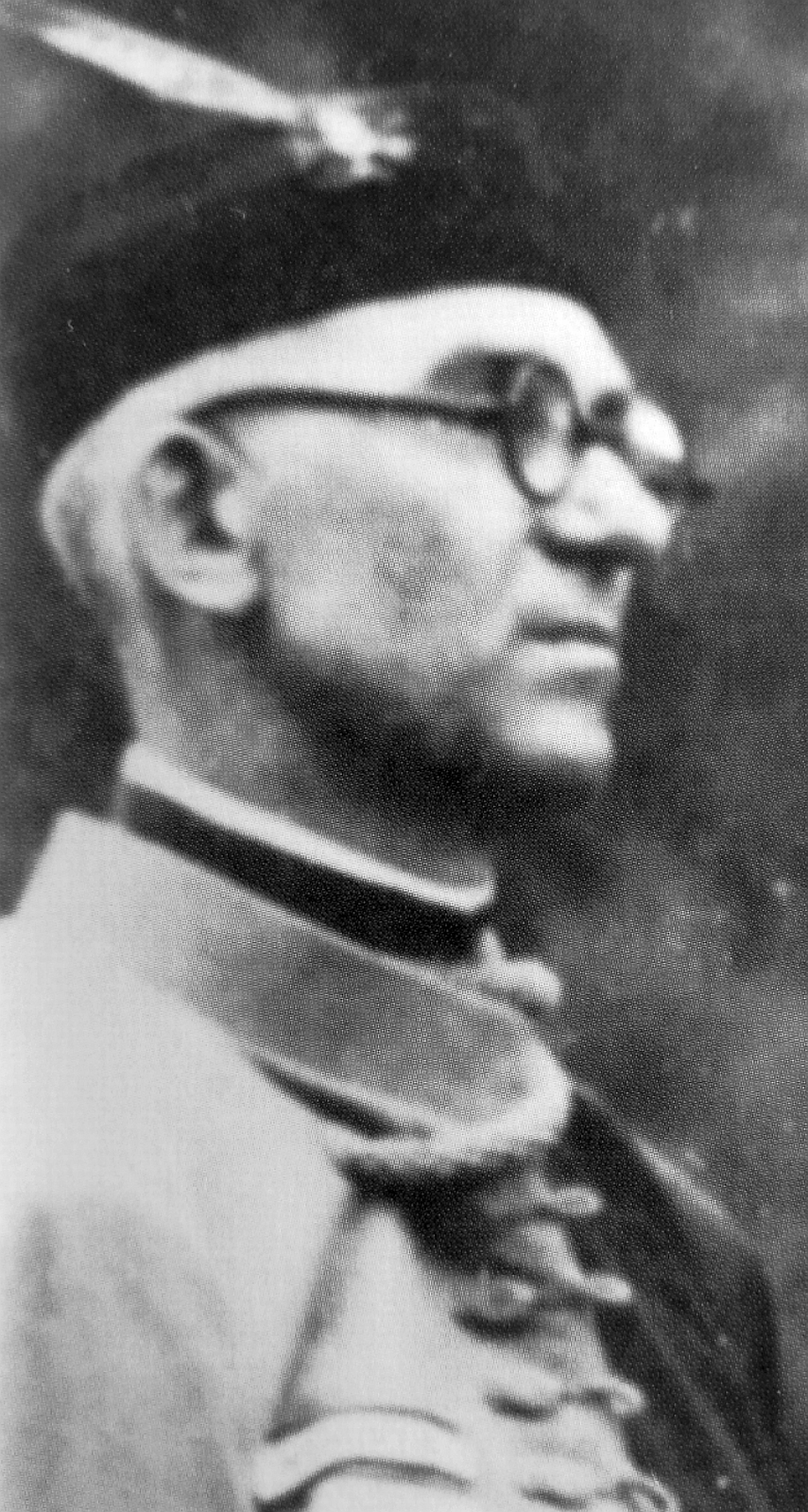
Její manžel Jan Zelenka-Hajský
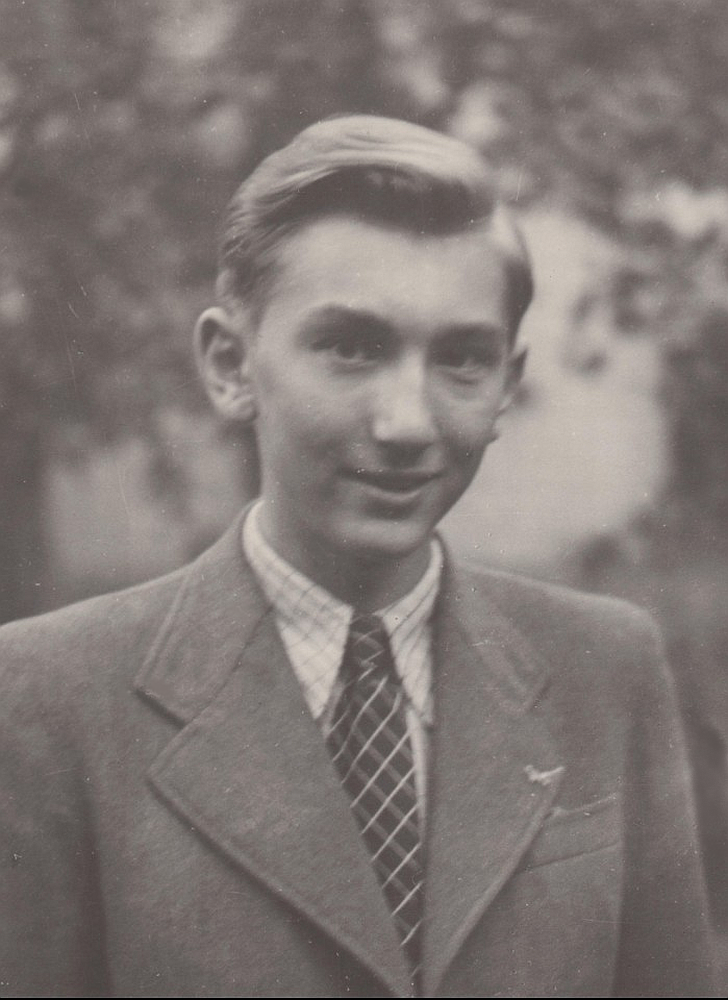
Syn manželů Zelenkových – Jan Milíč Zelenka
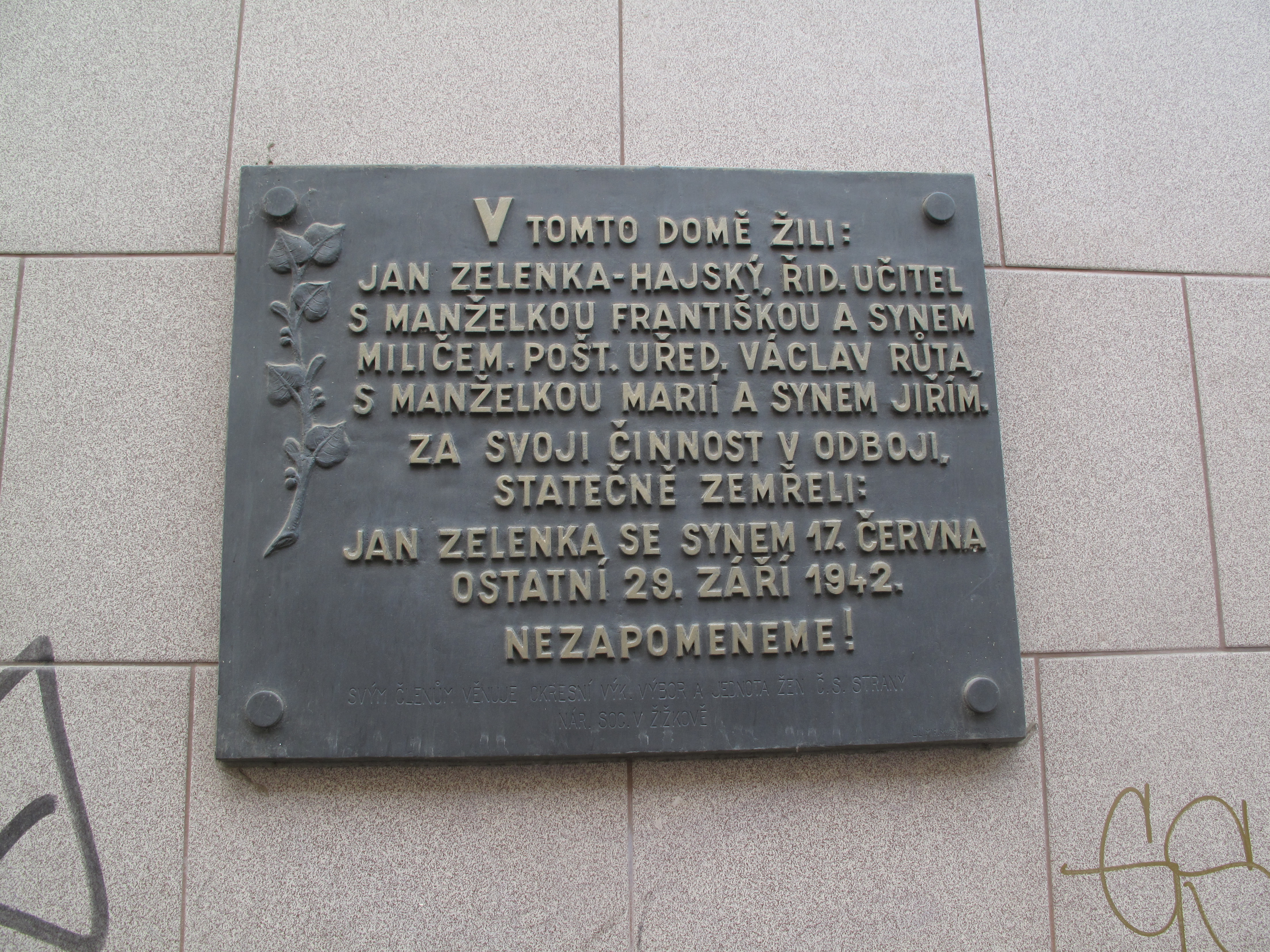
Pamětní deska v ulici Biskupcova 1837/4, v Praze 3 na Žižkově
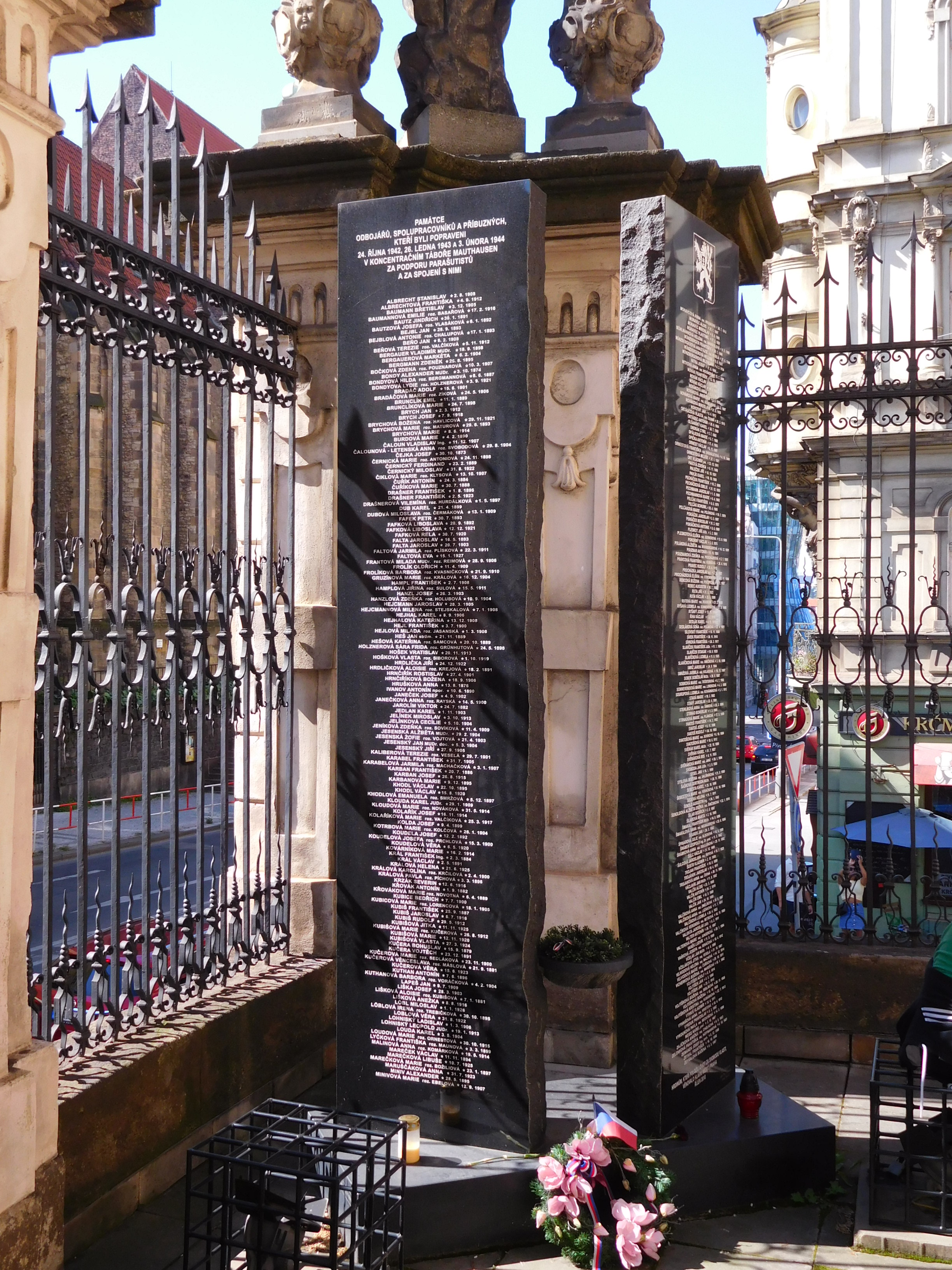
Pomník odbojářům popraveným a umučeným v souvislostí s operací Anthropoid (Resslova ulice)